# Hernán Villalba
Raúl Hernán Villalba (Rosario, 9 febbraio 1989) è un ex calciatore argentino naturalizzato paraguaiano, di ruolo centrocampista.

## Caratteristiche tecniche
È un centrocampista difensivo.

## Palmarès
- Campionato argentino: 1

Newell's Old Boys: 2012-2013 (C)